# Christian Tiemroth (violinist)
 Der er flere personer med dette navn, se Christian Tiemroth.
Johan Jeronimus Christian Heinrich Tiemroth (ca. 1766 i Bøhmen eller Sachsen – 14. august 1840 på Frederiksberg) var en dansk violinist og koncertmester, far til Christian Tiemroth.
I en efterladt stambog kaldes han for »Thüringer«, og det ses, at han i sin ungdom har besøgt mange tyske stæder, Breslau, Prag, Weimar, Leipzig, Göttingen, Hamburg m.fl., rimeligvis paa fagets vegne som violinist. Til København kom han 1785, gav koncert på Det Kongelige Teater og fik året efter ansættelse i Det Kongelige Kapel, hvor han til sidst blev solospiller og koncertmester. Blandt hans elever kan nævnes Wexschall og C.E.F. Weyse. Syngemester Zinck kalder ham et sted for »en yndet, præcis og elegant Solospiller«. 1835 gik han af fra Kapellet. Han har udgivet nogle violinduetter.
Han er begravet på Frederiksberg Ældre Kirkegård.